# 奈良市立椿井小学校
奈良市立椿井小学校（ならしりつつばいしょうがっこう）は、奈良県奈良市椿井町にある公立小学校。

## 沿革
- 1872年6月 - 漢国町念仏寺境内に一学舎を設立し、

陶化舎と称する。 
- 1876年4月3日 - 椿井町他42町村で連合して椿井町に校舎を新築し、椿井小学校と改称する[1]。

## 進学先中学校
公立学校の場合は、主に奈良市立三笠中学校へ進学する。ただし、鵲町、高畑町の一部、中院町、鶴福院町、不審ヶ辻子町からは奈良市立飛鳥中学校へ進学する。

## 校区
通学区域は以下の通り。
- 阿字万字町
- 油阪地方町
- 池之町
- 今御門町
- 小川町
- 奥子守町
- 鵲町
- 上三条町
- 漢国町
- 元林院町
- 北風呂町
- 北向町
- 北室町
- 光明院町
- 小西町
- 三条町（一部）
- 下三条町
- 下御門町
- 宿院町
- 勝南院町
- 高畑町（一部）
- 高天町
- 高御門町
- 樽井町
- 中院町
- 角振町
- 角振新屋町
- 椿井町
- 鶴福院町
- 寺町
- 中筋町
- 中新屋町
- 鍋屋町
- 西城戸町
- 西寺林町
- 西御門町
- 登大路町（一部）
- 橋本町
- 花芝町
- 林小路町
- 馬場町
- 東城戸町
- 東寺林町
- 東向北町
- 東向中町
- 東向南町
- 百万ヶ辻子町
- 不審ヶ辻子町
- 本子守町
- 坊屋敷町
- 大豆山町
- 大豆山突抜町
- 南市町
- 南城戸町（一部）
- 南中町
- 南風呂町
- 餅飯殿町
- 脇戸町

## 校区が隣接している学校
- 奈良市立飛鳥小学校
- 奈良市立済美小学校
- 奈良市立大宮小学校
- 奈良市立佐保小学校
- 奈良市立鼓阪小学校